# Дискография Сальвадора Собрала
Внизу представлена дискография португальского певца Сальвадора Собрала. В августе 2016 года Собрал выпустил свой дебютный студийный альбом Excuse Me, в который вошли синглы «Excuse Me» и «Nem Eu». Альбом Собрала занял первое место в чарте «Portuguese Album Chart». В 2017 году композиция «Amar pelos dois» в исполнении Собрала заняла первое место на конкурсе песни «Евровидение-2017» и дала Португалии первую победу на этом конкурсе, с момента её дебюта в 1964 году. В ноябре 2017 года Собрал выпустил свой дебютный концертный альбом Excuse Me (Ao Vivo), где он занял второе место в чарте «Portuguese Album Chart». В марте 2019 года Собрал выпустил второй студийный альбом Paris, Lisboa, в который вошли синглы «Mano a Mano», «Cerca del Mar» and «Anda Estragar — Me os Planos». Альбом Собрала занял первое место в чарте «Portuguese Album Chart».

## Альбомы

### Студийные альбомы
| Excuse Me                                                                             | - Релиз: 2 августа 2016 - Лейбл: Edições Valentim de Carvalho - Форматы: Цифровая дистрибуция, CD                                      | 1 | 65 | 23 | 92 | 35 | 38 | 31 |
| Paris, Lisboa                                                                         | - Релиз: 29 марта 2019 - Лейбл: Edições Valentim de Carvalho (Португалия) Warner Music Spain (Мир) - Форматы: Цифровая дистрибуция, CD | 1 | —  | —  | —  | —  | 29 | —  |
| Alma nuestra (совместно с Виктором Заморой, Нельсоном Кашкайсом и Андрэ Соуза Машадо) | - Релиз: 26 июня 2020 - Лейбл: Força de Produçao - Форматы: Цифровая дистрибуция, CD                                                   | — | —  | —  | —  | —  | —  | —  |
| «—» обозначает альбом, который не попал в чарты страны или не был выпущен в ней.      | |   |    |    |    |    |    |    |

### Концертные альбомы
| Название            | Детали                                                                                             | Высшая позиция |
| Название            | Детали                                                                                             | POR            |
| ------------------- | -------------------------------------------------------------------------------------------------- | -------------- |
| Excuse Me (Ao Vivo) | - Релиз: 15 декабря 2017 - Лейбл: Edições Valentim de Carvalho - Форматы: Цифровая дистрибуция, CD | 2              |

## Синглы
| «Excuse Me»                                                                     | 2016 | 22 | —  | —  | — | —  | —  | —  | —  | — | —  |                | Excuse Me           |
| «Nem Eu»                                                                        | 2016 | 25 | —  | —  | — | —  | —  | —  | —  | — | —  |                | Excuse Me           |
| «Amar pelos dois»                                                               | 2017 | 1  | 22 | 30 | 4 | 43 | 35 | 35 | 33 | 6 | 97 | - AFP: Золотой | Внеальбомные синглы |
| «Mano a Mano»                                                                   | 2018 | 84 | —  | —  | — | —  | —  | —  | —  | — | —  |                | Paris, Lisboa       |
| «Cerca del Mar»                                                                 | 2018 | —  | —  | —  | — | —  | —  | —  | —  | — | —  |                | Paris, Lisboa       |
| «Anda Estragar — Me os Planos»                                                  | 2019 | —  | —  | —  | — | —  | —  | —  | —  | — | —  |                | Paris, Lisboa       |
| «Tú me acostumbraste» (совместно с Алмой Нуэстра)                               | 2020 | —  | —  | —  | — | —  | —  | —  | —  | — | —  |                | Alma nuestra        |
| «Tú mi delirio» (совместно с Алмой Нуэстра)                                     | 2020 | —  | —  | —  | — | —  | —  | —  | —  | — | —  |                | Alma nuestra        |
| «—» обозначает сингл, который не попал в чарты страны или не был выпущен в ней. |      |    |    |    |   |    |    |    |    |   |    |                |                     |

## Песни из чартов
| Название               | Год  | Высшая позиция | Альбом    |
| Название               | Год  | POR            | Альбом    |
| ---------------------- | ---- | -------------- | --------- |
| «Nada Que Esperar»     | 2017 | 56             | Excuse Me |
| «Ready for Love Again» | 2017 | 61             | Excuse Me |
| «After You’ve Gone»    | 2017 | 64             | Excuse Me |
| «Change»               | 2017 | 70             | Excuse Me |
| «Autumn in New York»   | 2017 | 79             | Excuse Me |
| «Ay Amor»              | 2017 | 88             | Excuse Me |
| «Something Real»       | 2017 | 91             | Excuse Me |